# Accord d'Agadir

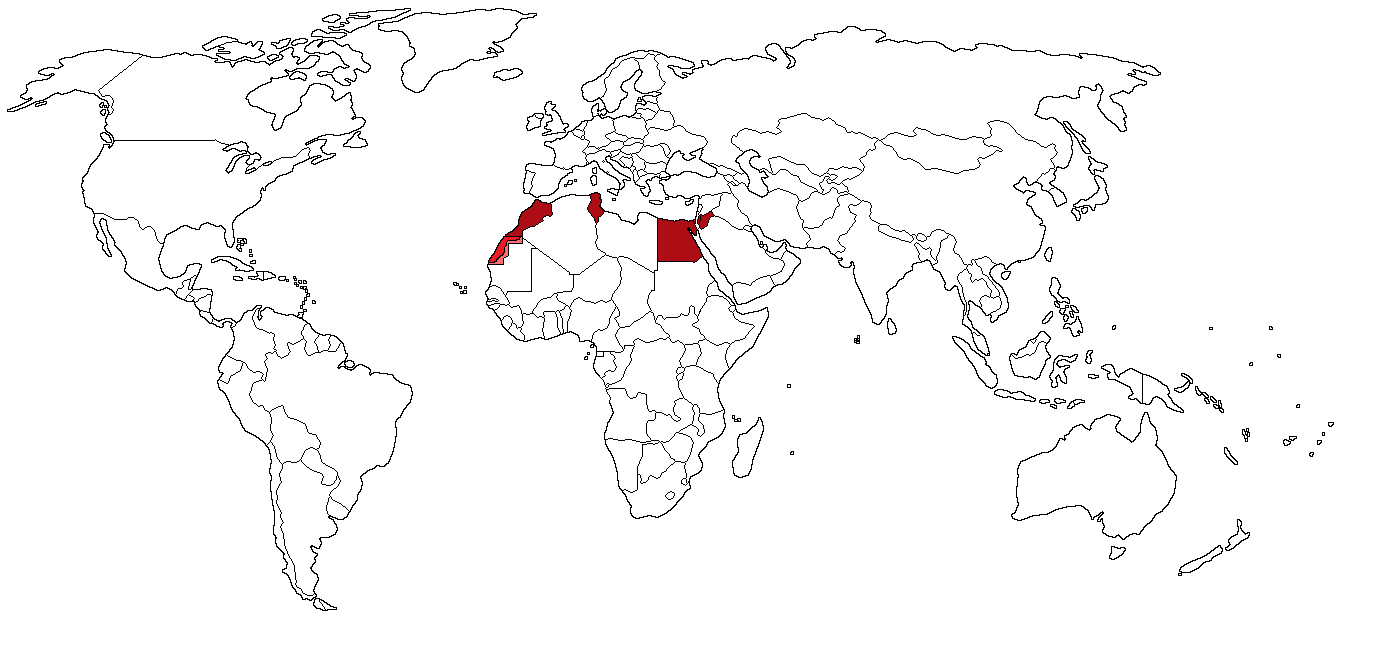
Étendue de la zone de libre échange (sans le Liban).

L'accord d'Agadir est un prélude à la future zone euro-méditerranéenne de libre-échange. Il crée une zone de libre-échange arabe, qui regroupe l'Égypte, la Jordanie, le Liban, le Maroc, la Palestine et la Tunisie.

## Histoire
Précédant l'accord, une déclaration dite « déclaration d'Agadir », est signée le 8 mai 2001 par le Maroc, l'Égypte, la Tunisie et la Jordanie. 
L'accord d'Agadir est signé le 25 février 2004 et entre en vigueur le 27 mars 2007.
La Commission européenne n'a cessé de soutenir cette initiative sur le plan politique depuis la signature de la déclaration d'Agadir en mai 2001, et l'appuie aussi grâce à un programme de huit millions d'euros.
Malgré son entrée en vigueur, le Maroc et l'Égypte ont connu des difficultés dans leurs relations commerciales : le Maroc a eu des difficultés à exporter des automobiles vers l'Égypte, et cette dernière a eu des difficultés à exporter des denrées agricoles vers le Maroc,.
Le 3 avril 2016, l'adhésion du Liban et de la Palestine est validée par les ministres du Commerce des pays membres de l’accord d’Agadir.

## Contenu
L'accord vise le libre-échange, c'est-à-dire qu'il supprime la quasi-totalité des droits de douane entre les pays concernés. Il inclut également la suppression de barrières non tarifaires et également le système des règles d'origine issu du Partenariat Euromed.

## Élargissement

Diagramme des différents partenariats entre les pays de la Ligue arabe (2011).

Le Liban avait entamé des consultations en vue de son adhésion à l'accord d'Agadir auquel sont, en principe, éligibles tous les pays arabes riverains de la mer Méditerranée et liés à l'Union européenne par un accord de libre-échange. 
L'Algérie, quant à elle, a opposé un net refus aux sollicitations de l'Union européenne et de ses voisins maghrébins, préférant officiellement une intégration économique chapeautée par l'Union du Maghreb arabe comprenant l'Algérie, la Libye, le Maroc, la Mauritanie et la Tunisie.

## Structure
Les pays de l'accord d'Agadir se sont dotés d'une structure permanente, l'Agadir Technical Unit, créée et dont le siège est fixé à Amman. Le premier titulaire, pour un mandat de cinq ans, est le Tunisien Ferid Tounsi, nommé par consensus. Tounsi a été responsable, pendant plus d'une décennie, de la promotion des investissements en Tunisie auprès de l'Union européenne puis de l'Amérique du Nord et, jusqu'au début 2007, directeur général du centre de promotion du commerce de son pays.
La structure a réuni des séminaires régionaux dans les capitales des États membres. Un premier Forum de l'investissement dans les pays de l'accord d'Agadir, marquant le premier anniversaire de l'organisation régionale, a lieu le 8 avril 2008 à Bruxelles, sous l'égide du commissaire européen au commerce Peter Mandelson et de nombreux représentants du secteur privé européen et des quatre États membres.